# Vittoria
Vittoria – miejscowość i gmina we Włoszech, w regionie Sycylia, w prowincji Ragusa.
Według danych na rok 2004 gminę zamieszkuje 54 320 osób, 300,1 os./km².

## Galeria zdjęć

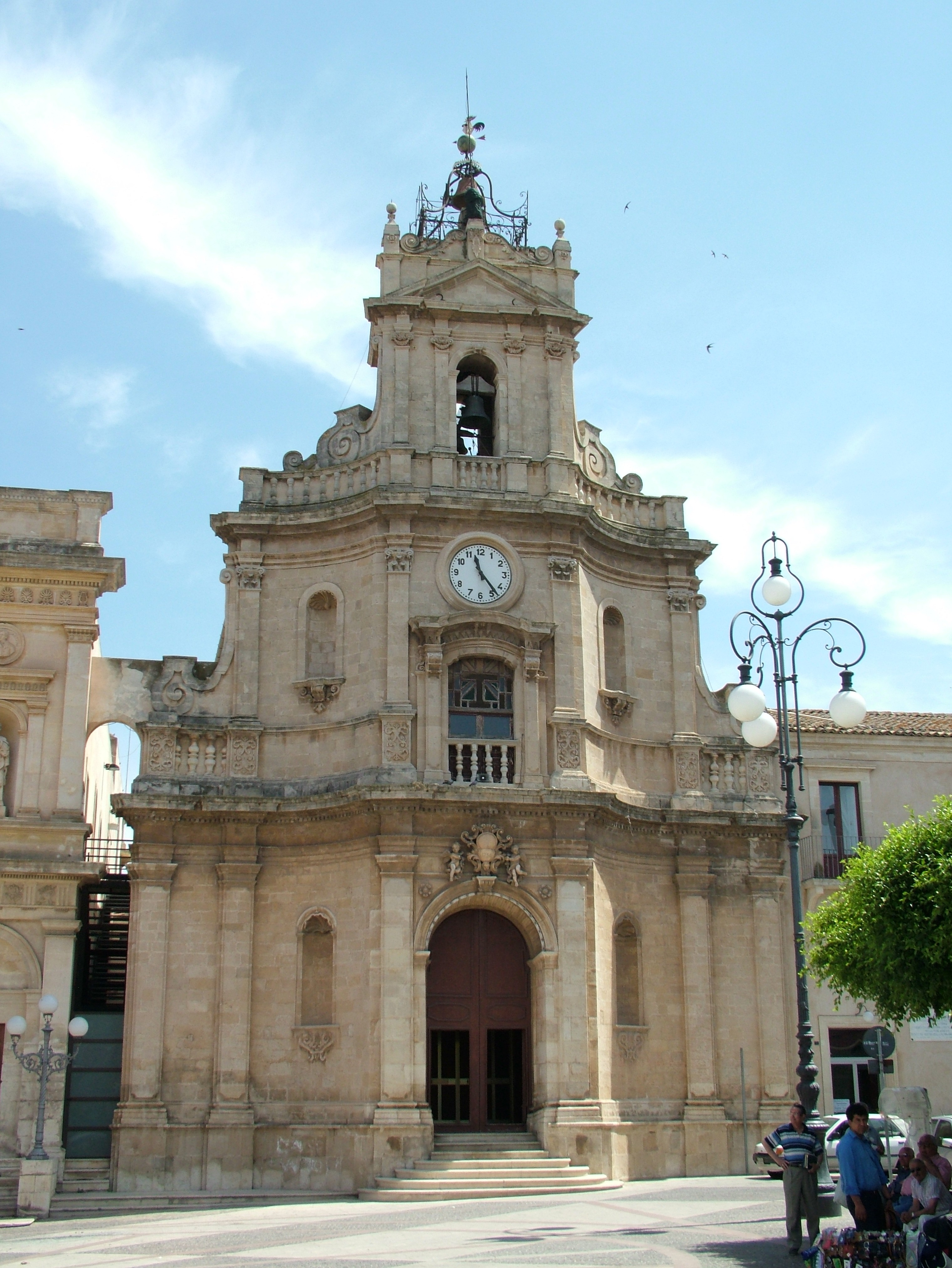
Convento delle Grazie
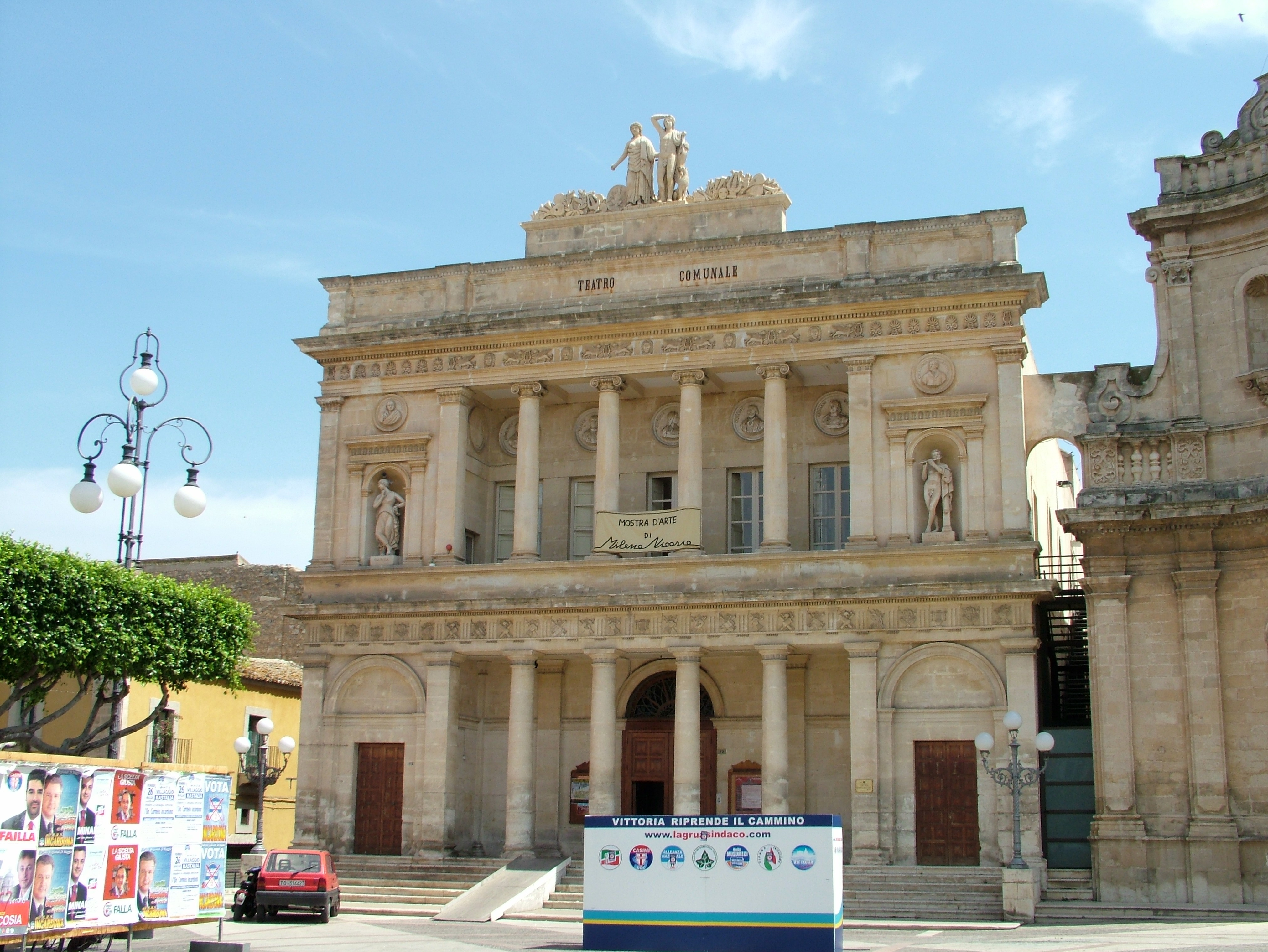
Teatro Comunale
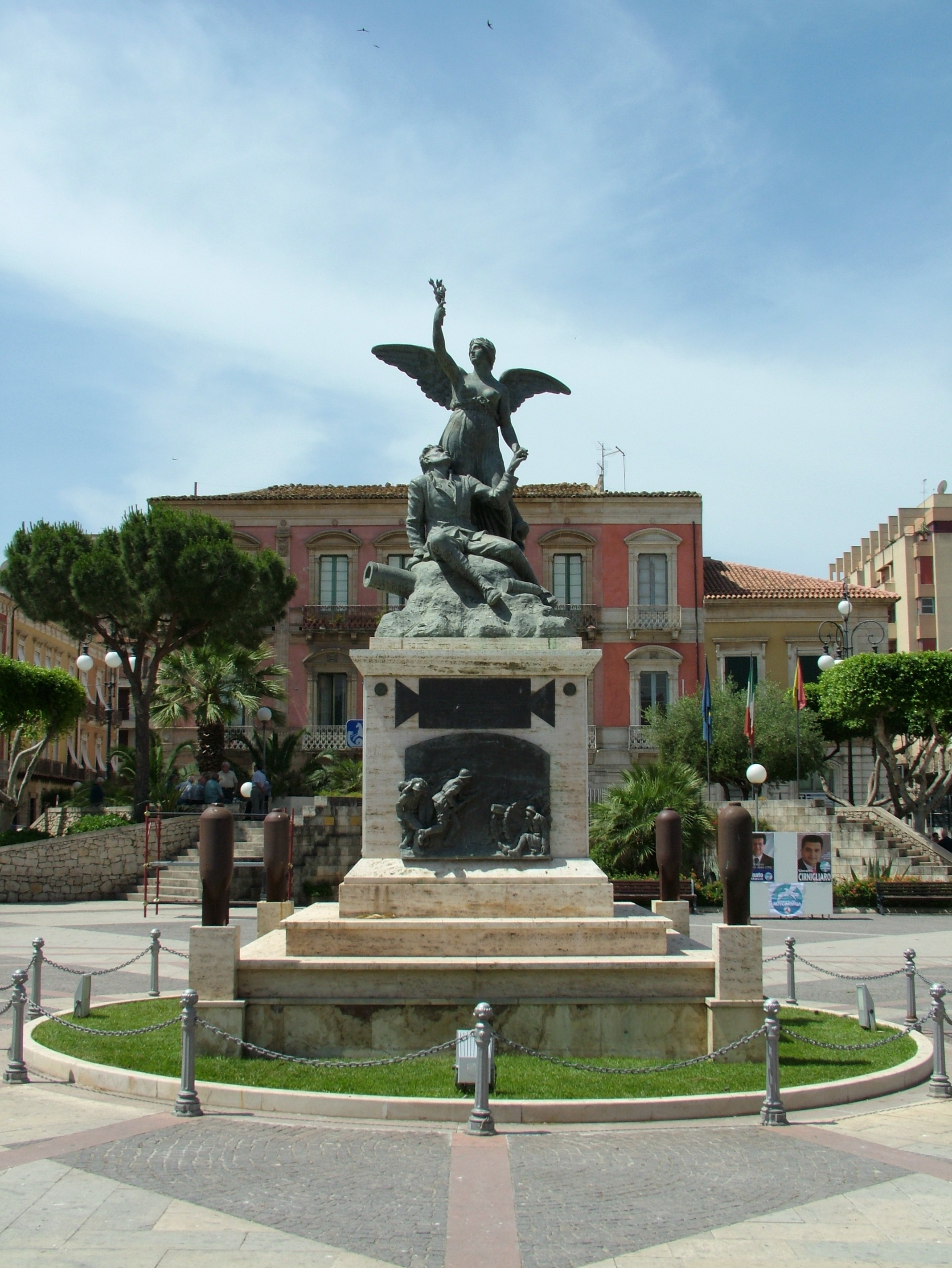
Piazza del Popoplo